# Fabrizio Cecchetti
Fabrizio Cecchetti (Rho, 3 dicembre 1977) è un politico italiano, dal 23 marzo 2018 deputato alla Camera per la Lega per Salvini Premier.

## Biografia
Nato a Rho (Milano), dove ha conseguito il diploma di maturità presso il liceo scientifico "Ettore Majorana" ed è tuttora residente, il 4 giugno 2018 si è sposato con Laura Santin.

### Consigliere comunale di Rho
Sin da giovanissimo aderisce alla Lega Nord di Umberto Bossi, militando nella sua organizzazione giovanile, il Movimento Giovani Padani, dove ha condotto Radio Padania Libera e guidato il suo Movimento Universitario Padano.
Alle elezioni comunali in Lombardia del 1998 si candida al consiglio comunale di Rho, nelle liste della Lega Nord a sostegno del candidato sindaco Santo Arena, risultando eletto consigliere comunale e venendo confermato nelle successive tornate elettorali del 2002 e del 2007.

### Consigliere regionale della Lombardia
Alle elezioni regionali in Lombardia del 2005 si candida tra le liste della Lega, a sostegno del presidente uscente Roberto Formigoni, venendo eletto con 6.751 preferenze nel collegio di Milano consigliere regionale della Lombardia. Alla successiva tornata elettorale del 2010 venne rieletto nella medesima circoscrizione con oltre 10.000 preferenze in consiglio regionale della Lombardia, dove l'8 maggio 2012 viene eletto presidente, il più giovane della sua storia subentrando al dimissionario Davide Boni dopo essere stato indagato per corruzione.
Alle comunali lombarde del 2011 si è candidato a sindaco di Rho, sostenuto dalla Lega Nord e la lista civica "Gente di Rho", ma non dal Popolo della Libertà che si schiera con Carolina Pellegrini, ottenendo il 27,84% dei voti al primo turno e accedendo al ballottaggio del 29 maggio col candidato del centro-sinistra Pietro Romano, venendo tuttavia sconfitto con il 49,2% contro il 50,8 di Romano.
Alle regionali lombarde del 2013 viene confermato per la terza volta consecutiva consigliere regionale, nella mozione di Roberto Maroni, andando ad assumere la carica di vicepresidente del Consiglio.

### Elezione a deputato
Alle elezioni politiche del 2018 viene candidato alla Camera dei deputati, tra le liste della Lega per Salvini Premier nel collegio plurinominale Lombardia 1 - 04, risultando eletto deputato. Nel corso della XVIII legislatura è stato vice-capogruppo vicario del gruppo parlamentare "Lega - Salvini premier" alla Camera, eletto il 14 giugno 2018 al posto del neo-sottosegretario agli interni Nicola Molteni, e ha fatto parte delle commissioni parlamentari Affari esteri e comunitari (2021-2022), Ambiente, territorio e lavori pubblici (2020), Trasporti, poste e telecomunicazioni (2018-2020) e Agricoltura (2020-2021), oltre dei comitati permanenti "sugli italiani nel mondo e la promozione del sistema paese" e "sul commercio internazionale".
Il 16 febbraio 2021 viene nominato, dal segretario federale Matteo Salvini, coordinatore regionale per la Lega in Lombardia, succedendo così a Paolo Grimoldi.
Alle elezioni politiche anticipate del 2022 viene ricandidato alla Camera, tra le liste della Lega nel collegio plurinominale Lombardia 1 - 02, venendo rieletto deputato. Nella XIX legislatura è segretario della Camera dei deputati, eletto il 19 ottobre 2022, componente della 14ª Commissione Politiche dell'Unione europea, del Comitato di vigilanza sull'attività di documentazione ed è stato segretario della Commissioni d'indagine (Giurì d'onore) sui casi Serracchiani, Lai, Orlando/Donzelli e Conte-Meloni.

## Posizioni politiche
Si è contraddistinto per avere spesso assunto posizioni divergenti rispetto a quelle del proprio partito. Nella fattispecie si è dichiarato favorevole al testamento biologico, alle unioni civili e al matrimonio tra persone dello stesso sesso.
Per tre anni consecutivi (2014, 2015 e 2016), nonostante il parere contrario del partito, ha espresso il proprio voto favorevole al patrocinio della Regione Lombardia al Gay pride di Milano, risultando determinante nella concessione dello stesso patrocinio: questo scatenò accese polemiche all'interno della Lega.

## Procedimenti giudiziari
Nel 2012 viene indagato nell'inchiesta "Spese pazze" legata all'uso dei fondi destinati ai gruppi consiliari regionali, durante il mandato di consigliere regionale nel periodo 2008-2012.
Il 16 maggio 2014, prima della sentenza della Corte dei conti, ha restituito 49.000 euro, riconducibili all'acquisto di pranzi e cene con i fondi destinati ai gruppi consiliari.
Il 29 aprile 2015 viene rinviato a giudizio per peculato dal GIP Fabrizio D’Arcangelo in merito alle spese di rappresentanza sostenute dai consiglieri regionali lombardi. Successivamente, viene condannato a 1 anno e 8 mesi in secondo grado. Tuttavia, il 17 novembre 2022, la Corte di Cassazione annulla la sentenza di condanna emessa dalla Corte d’Appello.